# Karl
Karl je moško osebno ime.

## Izvor imena
Ime Karl je različica moškega osebnega imena Karel.

## Pogostost imena
Po podatkih Statističnega urada Republike Slovenije je bilo na dan 31. decembra 2007 v Sloveniji število moških oseb z imenom Karl: 1.289. Med vsemi moškimi imeni pa je ime Karl po pogostosti uporabe uvrščeno na 144. mesto.

## Osebni praznik
Osebe z imenom Karl lahko godujejo takrat kot osebe z imenom Karel.

## Znane osebe
- Karl Erjavec, slovenski politik
- Karl Marx, nemški filozof
- Karl May, nemški pisatelj
- Karl Rudolph Powalky, nemški astronom